# Kagu (Tanzania)
Kagu è una circoscrizione rurale (rural ward) della Tanzania situata nel distretto di Geita, regione di Geita. Conta una popolazione di 24 920 abitanti (censimento 2012).